# Bottentjärnen, Hälsingland
Bottentjärnen är en sjö i Hudiksvalls kommun i Hälsingland och ingår i Delångersåns huvudavrinningsområde. Sjön är 4,9 meter djup, har en yta på 0,149 kvadratkilometer och är belägen 137,1 meter över havet. Sjön avvattnas av vattendraget Trogstaån (här kallad Sorgboån).

## Delavrinningsområde
Bottentjärnen ingår i det delavrinningsområde (683883-155513) som SMHI kallar för Utloppet av Bottentjärnen. Medelhöjden är 186 meter över havet och ytan är 4,45 kvadratkilometer. Det finns inga avrinningsområden uppströms utan avrinningsområdet är högsta punkten. Trogstaån som avvattnar avrinningsområdet har biflödesordning 2, vilket innebär att vattnet flödar genom totalt 2 vattendrag innan det når havet efter 41 kilometer. Avrinningsområdet består mestadels av skog (89 procent). Avrinningsområdet har 0,15 kvadratkilometer vattenytor vilket ger det en sjöprocent på 3,4 procent.